# Киммерийский язык
Киммерийский язык — язык иранской языковой группы античных киммерийцев, обитавших около VIII века до н. э. в Приазовье и вытесняемых оттуда на запад и юг скифами. От языка сохранилось несколько имен собственных, встречающихся преимущественно в ассирийских текстах. Имена относят к иранскому происхождению и считают близкими скифам. Ассирийское Šandakšatru — имя киммерийского царя — соответствует авестийскому čandra-cšaqra «сияющая власть»; Dugdamme соответствует dugda-maeši «обладающий дойными овцами»; а Teušpa сопоставляют с древнеперсидским Čaišpiš.
Все сведения о киммерийском языке являются весьма гипотетическими. Есть версия об ираноязычии киммерийцев. По Леманну-Гаупту, язык киммерийцев мог быть «потерянным звеном» между фракийским и иранским языком.
Георг Хольцер выдвинул гипотезу существования отдельной индоевропейской ветви, которую он отождествил с киммерийцами. Он обратил внимание на ряд балтийских и славянских слов, в которых нарушаются регулярные соответствия с индоевропейскими языками. Славянское *poto (> рус «путы») и лит. pantis (путы) — по правилам соответствий должны восходить к индоевропейскому *pent-, но такого корня в протоиндоевропейском языке нет. Есть *bhendh- («связывать»), откуда санскритское бандха, нем. binden (связывать), > нем. Band (лента) > рус. бант. Славянское *tes-to (тесто) похоже на причастие от индоевропейского *dheigh- (месить тесто, ср. нем. Teig), но корня *teik- в индоевропейском тоже нет. Славянское *trotъ, лит. tranas (трутень), тогда как в индоевропейском название трутня восстанавливается не как *tron-, а как *dhron- (например, греч. θρώναξ — дронас).
Хольцер рассмотрел значительное количество слов вместе и обнаружил, что эти отклонения от стандартной системы сами по себе образуют систему. Например:
в частности, индоевропейское *Dh в этой «подсистеме» переходит не в D, как в славянских языках, а в Т; индоевропейское *r переходит не в ir/ur (балтское) или ьr/ъr (славянское), а в ro/ra, и т. д.
Ни в одном из известных протоиндоевропейских языков не было такого развития звуков. Следовательно, слова могли быть заимствованы в балто-славянские языки из некоторого ещё неизвестного индоевропейского языка, который не сохранился в письменных памятниках и не имеет потомков.
По предположению Хольцера, это мог быть язык именно киммерийцев (kimbroi). В его трактовке kimbroi получает протоиндоевропейскую этимологию < *kem-ro < dhghem- (корень со значением «земля», ср. лат. humus) + *-ro. Обозначения человека, члена племени как «земного» встречаются в индоевропейских языках, ср. лат. homo < humus, лит. žmogùs (человек). Само слово *kem-ro в таком случае дало начало славянскому *sebrъ (крестьянин, член общины).
Эта гипотеза позволяет локализовать прародину балтославянской общности в степях Причерноморья — там на рубеже I—II тыс. до н. э. могли происходить её контакты с киммерийцами. При этом протобалтийские диалекты находились дальше от киммерийцев, чем протославянские, так как в праславянском обнаруживается больше киммерийских заимствований, чем в прабалтийском.
Заимствования из киммерийского не утверждается априори, но является тезисом, выносимым на обсуждение и для дальнейших исследований.
Научное и познавательное внимание к вероятному киммерийскому языку (реальные киммерийцы оставили заметный след в истории) указывает на значимость проблемы этого языка. Отчасти ономастика киммерийцев могла отразиться в дипломатической переписке Урарту, Ассирии и соседних стран.